# Fiona (cantante)
Fiona Eileen Flanagan (Phillipsburg, Nueva Jersey, 13 de septiembre de 1961), más conocida como Fiona, es una cantante, empresaria y actriz en películas como "Hearts of fire", en 1987 con Bob Dylan.

## Biografía
De origen Irlandés, Fiona nació en Phillipsburg, Nueva Jersey después de que su padres se mudaron de Dublín, Irlanda a Estados Unidos. Criada en una familia de tradición católica, a la derecha desde la infancia se sentía inclinada a la música irlandesa tradicional, e incluso aprendió a tocar el clarinete en la escuela. Incluso cuando se otorgó una subvención para la Escuela Universitaria de Teatro en Nueva York, decidió en una carrera musical.

## Su carrera musical
Sus Éxitos más destacados son "Talk to Me" del primer álbum, "Hopelessly Love You" y "Living In A Boy's World" del álbum Beyond The Pale, "Everything you Do (You're Sexing me)" (a dúo con Kip Winger) y "Where The Cowboys Go" del álbum "Heart Like a Gun" y "Hearts of Fire"banda sonora de la película "Hearts of Fire" (que cuenta con 4 canciones inéditas del Beyond The Pale remasterizado).
Las grabaciones que introdujo en Atlantic con “The Dixie Dregs”, y la mediación del productor Jason Flom, hicieron posible que la ficharan en esta discográfica. Participa entonces en la banda sonora de la película “No small affair”, con el tema “Love makes you blind”. El cual también se incluiría en su álbum debut autotitulado "Fiona" 1985, junto con su primer éxito “Talk to me”.
Llevó a cabo su primer gran tour americano abriendo los conciertos de Bryan Adams. Y de esa época existen dos grabaciones en vinilo no editados comercialmente, uno de los "WestWood One Radio Concerts", los derechos de difusión radiofónica para Europa los posee "MediaLane International", y otro de los "King Biscuit Flower Hour" grabado en Halendale (Florida); ambos son pieza de coleccionismo.
Su segundo LP "Beyond the pale" 1986, explora nuevas sonoridades, aportando una estética poco habitual en los discos de rock a nivel de producción. Podemos encontrarla también en bandas sonoras como la de la película "Quicksilver", con un tema titulado "Casual thing"; y también forma parte del elenco de artistas que intervienen en la música de la película "Johnny B. Good", con la canción "If there´s any justice".
En el episodio 35 de la Segunda Temporada de Miami Vice"Las reglas del juego / Yankee Dollar", aparece como extra por un mínimo instante.
Fue posible escucharla en los shows radiofónicos de Howard Stern, donde protagonizó algunas de las más brillantes intervenciones como "Fiona Dial-A-Date". También es invitada a programas en la MTV y ABC-TV.
Se produce entonces la aparición de Fiona en la pequeña y gran pantalla. Es contratada para actuar en un episodio de la serie "Miami Vice", titulado "Little miss dangerous", y donde da vida al personaje de Jackie McSeidan, emitido en 1986. Y de la mano de Richard Marquand, interpreta a Molly Mcguire en la película "Hearts of Fire", junto a Bob Dylan y Rupert Everett (1987), editándose la banda sonora en la que podemos encontrar 5 temas suyos, además de la cara B del sencillo, con un tema extra llamado "Carry on". En ese mismo año le fue propuesto protagonizar la película "Light of day", junto a Michael J. Fox, proyecto que no pudo aceptar por falta de tiempo, siendo sustituida por Joan Jett.
Su tercer álbum "Heart like a gun" 1989, contiene un dúo con Kip Winger en el tema "Everything you do", la cara de este sencillo es un tema extra titulado "Calling on you". Su videoclip alcanzó gran audiencia en la MTV, y le valió su aparición en la video-revista Metal Head en 1990.
En 1991 podemos encontrarla haciendo una fugaz colaboración en la película "The doors" de Oliver Stone, en apenas unos segundos la vemos entre el público, aun así aparece en los créditos finales como "Fog groupie".
Para su último álbum "Squeeze" 1992, cuenta con la colaboración de su amiga Laura McDonald y Jimmy Degrasso en la batería ex - White Lion, Megadeth y Suicidal Tendencies ficha por Geffen de la mano de John Kalodner. Se pretende ahora dar a Fiona una identidad de grupo, hasta ahora en sus discos habían aparecido músicos de estudio. Este álbum no fue distribuido en España y marca el afianzamiento de su estilo AOR.

## Matrimonio
Poco tiempo después del lanzamiento de Beyond The Pale Fiona contrajo matrimonio con su productór Beau Hill, conocido por producir bandas como Ratt, Warrant y Winger, entre otras bandas.

## Fin de su carrera artística
En 1993 anuncia el término en su carrera artística, se centra en su familia, termina sus estudios universitarios empresariales y se desempeña durante algún tiempo su trabajo en una conocida firma, pero fuera del círculo musical.

## Reapariciones
Hoy por hoy, de forma oficial, su representación está desempeñada por Coallier Entertainment, ha ofrecido algunas actuaciones en clubs en 2003, y no existen noticias claras sobre su vuelta a la escena musical. Todos sus discos han estado descatalogados hasta que en 2004, para alegría de muchos, los dos primeros han sido reeditados en CD por Woundedbird Records para EE. UU.; los demás siguen sin estar disponibles en las tiendas.
Existen otros registros de Fiona en colaboraciones con otros artistas: Dweezil Zappa, Aldo Nova, Steve Stevens (Ex - guitarrista de Vince Neil y Billy Idol), Julian Lennon, etc., destacable es la aparición en 2003 del tema "Lose the night" en un CD de Jack Ponti titulado "Vol. I", que rescata antiguas maquetas de este compositor. Su colaboración con el grupo Evolution en el tema Lights, es quizás la grabación más actual que tenemos de Fiona.
En una noche especial del año 2003, el 3 de agosto, Fiona se unió a la banda Kyla ofreciendo su especial voz en el pub The Kell's (NYC). Su próximo show con ellos se fijó para el 18 de marzo de 2004 en el Hog & Heifers Uptown NYC.

## Actualidad: Regreso Artístico y Reaparición en el 2010/Nuevo Álbum Unbroken 2011
Fiona reaparece después de casi 20 años regresa a los escenarios dando giras y eventos por todo Norteamérica desde agosto del 2010 y actualmente después de 19 años de ausencia musical decidió regresar a la música y lanza un nuevo disco titulado Unbroken este quinto lanzamiento de la cantante neojerseita conservando su estilo clásico y ritmos ochenteros en este nuevo álbum cuenta también con el apoyo de otra veterana cantante Robin Beck, Bobby Messano en la guitarra quien también había colaborado antes en sus inicios, Paul Jones guitarrista de apoyo quien también colaboró con Led Zeppelin, James Christian en los bajos quien también forma parte como músico de apoyo a Robin Beck, Jeff Batter tecladista de Arcángel también le brinda su colaboración y James Jamal quien también ha colaborado en algunos proyectos de Robin Beck también le otorga su colaboración en la percusión.

## Discografía
- Fiona 1985
- Beyond The Pale 1986
- Heart Like a Gun 1989
- Squeeze 1992
- Unbroken 2011

## Videoclips
- Talk to Me 1985
- Love makes me blind 1985
- Living in a boy's world 1986
- Hopelessly love you 1986
- Hearts of Fire 1987
- Everything you do (You re' sexing me) con Kip Winger 1989
- Where The Cowdoys Go 1989

## Sencillos, Demos y Soundtracks
- The Dixie Dregs (Demo) 1982
- Love makes me you blind banda sonora de la película No small Affair 1984
- Talk to me (Single) 1985
- Love makes you blind (Single) 1985
- Quicksilver (Single) 1986
- Living in a boy's world (Single) 1986
- Hopelessly love you (Single) 1986
- Hopelessly love you Remixes (Single) 1986
- Hearts of fire Banda Sonora de la Película Hearts of Fire  1987
- Hearts of fire (Single) 1987
- Johnny Be Good (Single) 1987
- Everything you do (You re' Sexing Me) (Single) 1989
- Where the cowboys go (Single) 1989
- Little Jeannie (Single) 1989
- Mistery of love (Single) 1992
- Ain't that just like love (Single) 1992
- Don't come crying (Single) 1992

## Éxito parcial Gráfico
- 1990 Everything You Do(You're Sexing Me) Billboard Hot 100 #52
- 1985 Talk to Me Mainstream Rock #12

## Músicos y Colaboraciones
Fiona 1985
- Bobby Messano (guitarra)
- Donnie Kisselbach (Bajo)
- Joe Franco (Batería)
- Benjy King (Teclados).
- Productor: Peppi Marchello

Beyond The Pale 1986
- Beau Hill (piano percusión y productor)
- Mike Slamer (guitarra)
- Reb Beach (guitarra)
- Bobby Messano (guitarra)
- Nile Rodgers (guitarra)
- Kip Winger (bajo)
- Joe Franco (batería)
- Benjy King (piano)
- Stephen Benben (coros)
- Donnie Kisselbach (bajo)
- Louie Merlino (coros)
- David Rosenberg (batería)
- Sandy Stewart backing (coros)
- Bob Dylan (guitarra) solo en Hearts of Fire
- Productor: Beau Hill

Heart Like a Gun 1989
- Joe Franco (batería)
- Nate Winger (Coros)
- Tim Pierce (Coros)
- Mike Slamer (Coros)
- Brad Gillis (bajo)
- Jamie Hunting (Coros)
- Kim Bullard (Coros)
- Claude Gaudette (Coros)
- Beau Hill (piano, batería, productor)
- David G. Eisely (Coros)
- Victoria Seeger (Coros)
- Rod Morgenstein (Coros)
- Laura McDonald (bajo y coros)
- Dweezil Zappa (guitarra)
- Kip Winger (bajo, coros y voces)
- Paulinho da Costa (percusión)
- Phil Brown (bajo)
- The Jerry Hey Horns. (varias colaboraciones)

Productor: Beau Hill, Keith Olsen
Squeeze 1992
- Laura McDonald (bajo)
- Dave Marshall (guitarra)
- Jimmy Degrasso (percusión)

Productor: Marc Tanner.
Unbroken 2011
- Robin Beck (Colaboradora de voces en el tema n.º 7 This Heart)
- Tommy Denander (guitarra y piano)
- Bobby Messano (guitarra)
- Dai Smith (guitarra)
- Paul Jones (guitarra)
- James Christian (bajo y teclados)
- Jeff Batter (teclados)
- James Jamal (percusión)

- Datos: Q459249